# 田中由子 (実業家)
田中 由子（たなか よしこ、1946年10月3日 - ）は、日本の実業家、馬主。株式会社メガネスーパー創業者である田中八郎の妻で、代表取締役社長を務めた。埼玉県出身。

## 経歴
1946年、埼玉県出身。埼玉県立大宮高等学校卒業。1979年に有限会社セントラル商事、有限会社三栄商事の取締役、1980年に株式会社セントラル商事取締役に就任。1987年5月、旧株式会社メガネスーパー常務取締役、1994年5月には同社代表取締役社長に就任。2000年1月にセントラル商事が旧メガネスーパーおよび三栄商事を吸収合併し株式会社メガネスーパーに商号変更、田中は同社代表取締役社長に就任。2009年7月24日を以て代表取締役社長を退き取締役となったが、翌2010年7月23日付で取締役からも退任した。以降は息子の田中邦興が経営する株式会社クニヨシの役員となる。

## 馬主活動

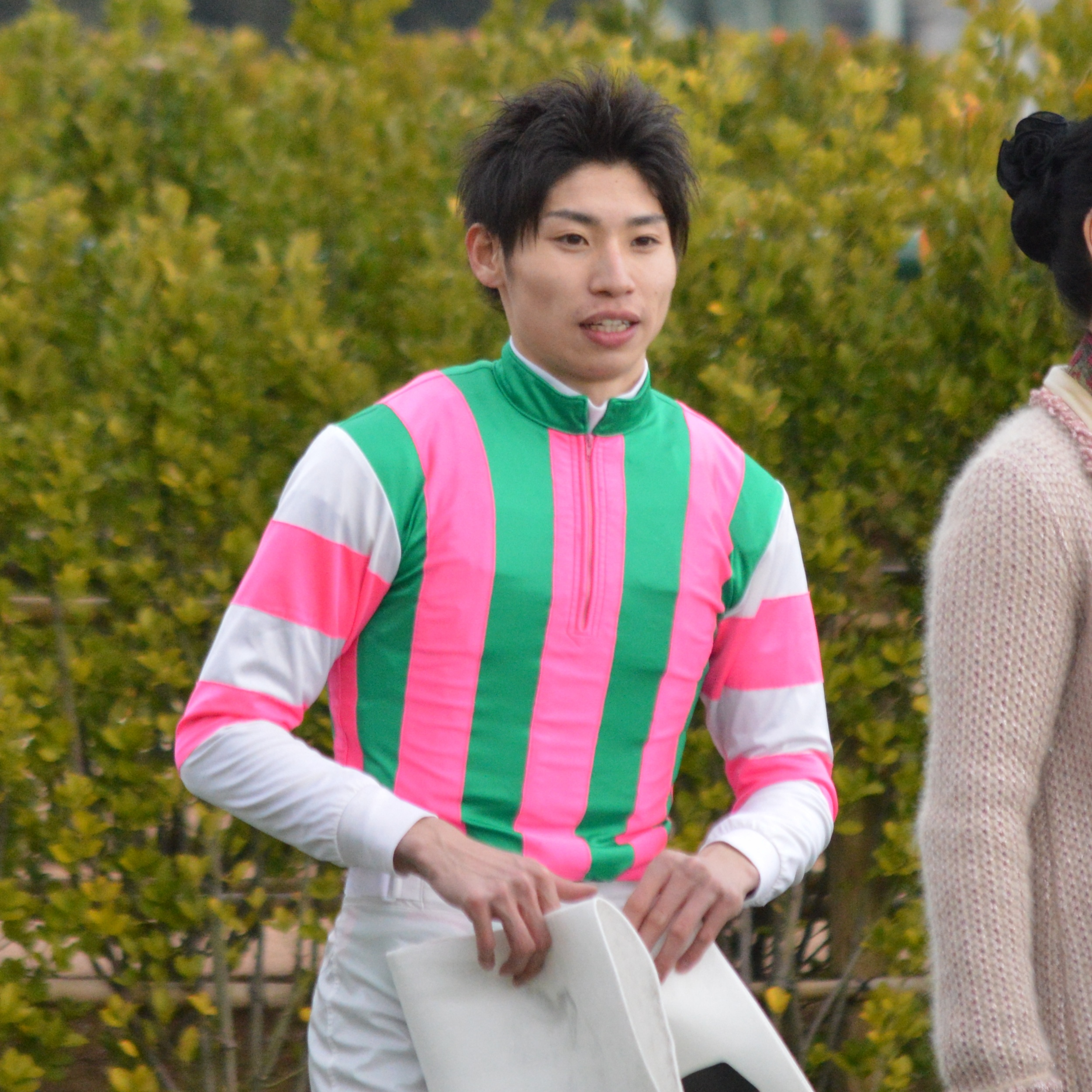
田中の勝負服を着用した長岡禎仁

夫の八郎とともに日本中央競馬会（JRA）および地方競馬全国協会（NAR）に登録する馬主として知られる。勝負服の柄は緑、桃縦縞、白袖桃二本輪、冠名には「サムソン」を用いた。八郎はあまり表に出たがらない性格であったために、由子の方が先に馬主資格を取得することになったという。

### 来歴
- 1990年 - 馬主資格取得[6]。
- 1994年 - きさらぎ賞をサムソンビッグが制し、重賞競走初制覇。
- 2012年 - エリザベス女王杯をレインボーダリアが制し、GI級競走初制覇[6]。

## 主な所有馬
- サムソンクイーン（1992年シリウスステークス[注 1]）
- サムソンビッグ（1994年きさらぎ賞）
- ゴールデンダリア（2007年プリンシパルステークス、セントライト記念2着[注 2]）
- レインボーダリア（2012年エリザベス女王杯）